# Shāh Abū ol Qāsem
Shāh Abū ol Qāsem (persiska: شاه ابو القاسم) är en ort i Iran.   Den ligger i provinsen Khuzestan, i den centrala delen av landet, 500 km söder om huvudstaden Teheran. Shāh Abū ol Qāsem ligger 109 meter över havet och antalet invånare är 558.
Terrängen runt Shāh Abū ol Qāsem är platt åt sydväst, men åt nordost är den kuperad.Runt Shāh Abū ol Qāsem är det ganska tätbefolkat, med 58 invånare per kvadratkilometer. Närmaste större samhälle är Bon-e Rashīd, 8,4 km nordväst om Shāh Abū ol Qāsem. Trakten runt Shāh Abū ol Qāsem är ofruktbar med lite eller ingen växtlighet.